# The General's Daughter (serie de televisión)
The General's Daughter es una telenovela filipina producida por Dreamscape para ABS-CBN en 2019. 
Protagonizada por Angel Locsin, JC de Vera y Paulo Avelino, con las participaciones antagónicas de Tirso Cruz III, Janice de Belen y Ryza Cenon, y las actuaciones estelares de Maricel Soriano, Albert Martínez, Eula Valdez y Arjo Atayde.

## Elenco
- Angel Locsin[1] – Rhian Bonifacio / Arabella de Leon
- Maricel Soriano[1] – Isabel Sarmiento
- JC de Vera[2] – Ethan del Fiero
- Paulo Avelino – Franco Segismundo
- Arjo Atayde[3] – Elijah "Elai" Sarmiento
- Ryza Cenon[1] – Jessie de Leon
- Tirso Cruz III – Santiago "Tiago" Guerrero, Sr.
- Albert Martínez – Marcial de Leon
- Eula Valdez[1] – Corazon de Leon
- Janice de Belen[1] – Amelia Guerrero
- Loisa Andalio – Claire del Fierro[4]
- Ronnie Alonte – Ivan Cañega[4]
- Art Acuña – Armando Segismundo
- Luz Valdez – Gloria
- Kim Molina – 2nd Lt. Maria Lilybeth "Milet" Abarquez
- Kate Alejandrino – Lt. Manlangit
- Cholo Barretto – 1st Lt. Joselito "Jopet" Ramirez
- Nico Antonio – Andrew Apostol
- Tess Antonio – Cora
- May Bayot – madre de Ethan
- Amy Nobleza – hija de Cora
- Marc Santiago – Santiago "Santi" Guerrero, Jr.
- John Steven de Guzman – Tom-Tom
- Lilygem Yulores – Joselyn
- Archie Adamos – Brigadier Gen. Buencamino
- Mark Dionisio –
- Rafael "Paeng" Sudayan –
- Jim Bergado –
- Ruben Maria Soriquez – David Pascal
- Menggie Cobarubbias – Mayor Manuel Sta. Maria
- Leo Rialp –
- Ashley Sarmiento – Rhian Bonifacio (niña)
- Francine Diaz – Rhian Bonifacio (joven)
- Bernard Palanca – Santiago "Tiago" Guerrero, Sr. (joven)
- Joseph Bitangcol – Marcial de Leon (joven)
- Meg Imperial – Corazon de Leon (joven)
- Roxanne Guinoo – Amelia Guerrero (joven)
- Rino Marco – Armando Segismundo (joven)
- Brandon Axl – Franco Segismundo (niño)